# La Reprise (essai)
Pour le roman d'Alain Robbe-Grillet, voir La Reprise.
La Reprise (ou La Répétition), en danois : Gjentagelsen: Et Forsøg i den eksperimenterende Psychologi, est un livre de l'écrivain et philosophe danois Søren Kierkegaard, publié en 1843 à Copenhague. Il s'inscrit dans l'histoire tumultueuse de la relation entre l'auteur et Régine Olsen, après leur rupture.

## Traductions françaises
- La Répétition, traduction de Paul-Henri Tisseau, Librairie Félix Alcan, 1933.
- La Reprise, traduction de Nelly Viallaneix, Flammarion, 1990.
- La Répétition, traduction de Jacques Privat, Payot et Rivages, 2003.
- La Reprise, in Œuvres, tome I, traduction de Régis Boyer avec la collaboration de Michel Forget, Gallimard, collection de la Pléiade, 2018.